# Flugi van Aspermont

Flugi van Aspermont is de naam van een Nederlands geslacht waarvan een lid in 1841 werd ingelijfd in de Nederlandse adel.

## Geschiedenis
In 1688 werd Franz Andreaz Flugi von Aspermont zu Knillenberg verheven tot des H.R.Rijksbaron. Hoewel geen verwantschap is aangetoond met het in Nederland ingelijfde geslacht, werd niettemin Carel Hendrik Christiaan Flugi van Aspermont (1797-1859) ingelijfd in de Nederlandse adel op grond van verklaringen dat hij zou behoren tot dat baronale geslacht.
De stamreeks van het Nederlandse geslacht begint met Otto von Flugi, vader van drie kinderen die in Sankt Moritz (Chur) tussen 1624 en 1635 geboren werden. Diens betachterkleinzoon, Nikolaus (1759-1833) trad als officier in Statendienst en was vader van de in de Nederlandse adel ingelijfde Carel.
In 2007 stierf het adellijke, Nederlandse geslacht in mannelijke lijn uit.

## Enkele telgen
jhr. Carel Hendrik Christiaan Flugi van Aspermont (1797-1859), luitenant-kolonel titulair, Ridder Militaire Willems-Orde, in 1841 ingelijfd in de Nederlandse adel
- jhr. Frans Willem Rudolf Flugi van Aspermont (1823-1889), kolonel, Ridder Militaire Willems-Orde
- jkvr. Johanna Berendina Flugi van Aspermont (1828-1897); trouwde in 1854 met Jan Cremer Eindhoven (1818-1890), houtkoper en stoomhoutzaagmolenaar
  - Mena Elisabeth Cremer Eindhoven (1855-1931), schrijfster; trouwde in 1884 met Arnold Nicolaas Jacobus Fabius (1855-1921), generaal-majoor der artillerie
- jhr. Carel Hendrik Christiaan Flugi van Aspermont (1832-1872), majoor
  - jhr. mr. Carel Hendrik Christiaan Flugi van Aspermont (1869-1935), kunstschilder en heraldicus
    - jhr. Carel Hendrik Christiaan Flugi van Aspermont (1898-1961), consul te Genève
      - jhr. mr. Conradin Flugi van Aspermont (1928-1968), burgemeester van Doesburg en waarnemend burgemeester van Rozendaal; trouwde in 1954 Henriëtte Louise Mathie van Hangest barones d' Yvoy (1931-2015), burgemeester van Rozendaal, dochter van burgemeester Daniel Maximiliaan Marie van Hangest baron d' Yvoy (1899-1987). Zij hertrouwde in 1978 met Barthold Philip baron van Verschuer (1925-1987), lid van de familie Van Verschuer

    - jhr. Thomas Theodore Flugi van Aspermont (1899-1978), viceconsul te Marseille
      - jhr. Thomas Theodore Flugi van Aspermont (1931-2007), laatste mannelijke telg van het Nederlandse adellijke geslacht